# Červená Lhota (Pluhův Žďár)

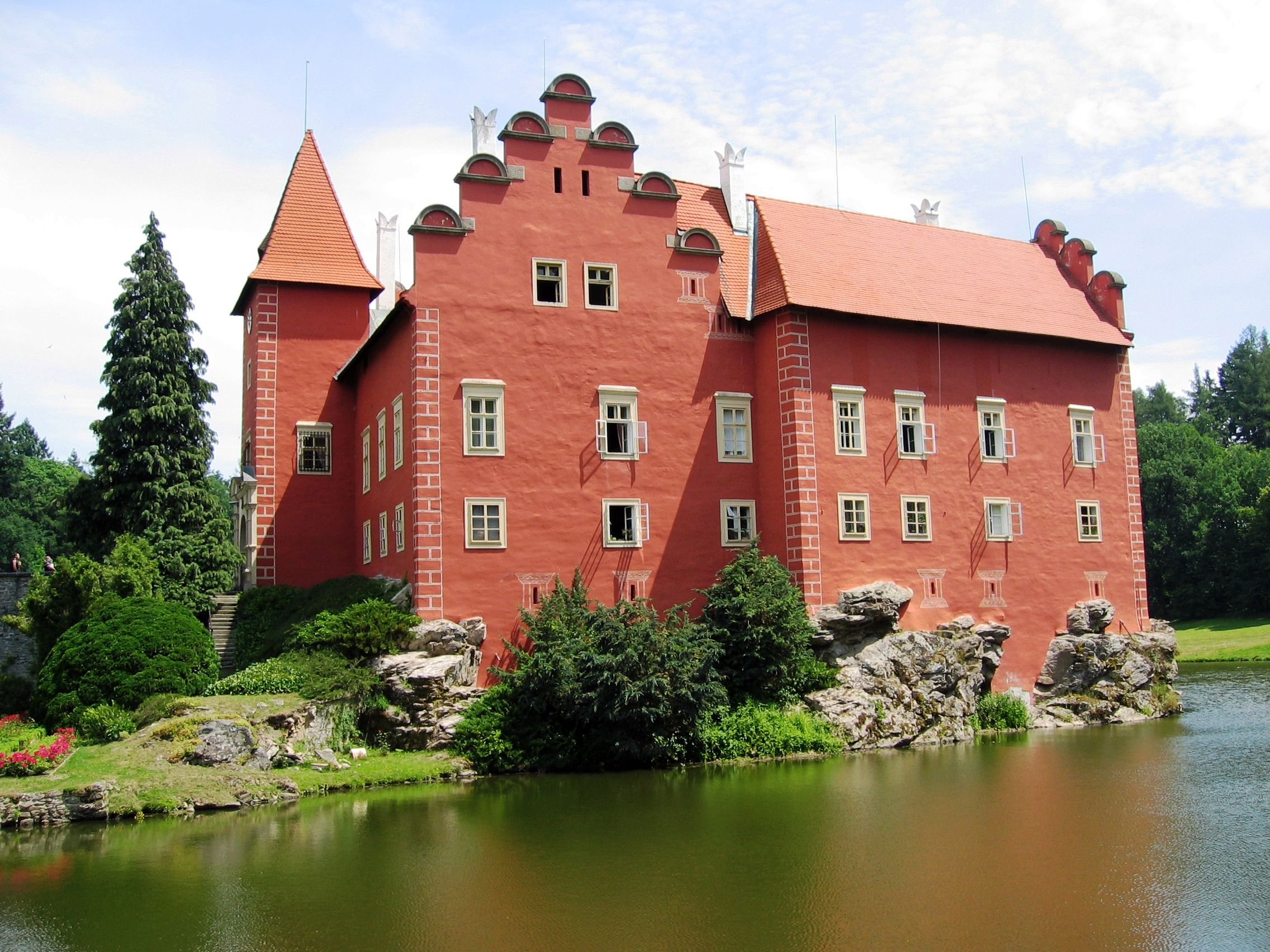
Zamek w Červenej Lhocie

Červená Lhota – niewielka wieś w Czechach, w gminie katastralnej Jižná, w gminie Pluhův Žďár, w powiecie Jindřichův Hradec. W 2001 roku zamieszkała przez 25 osób. Składa się z 17 domów (2009). Znana z renesansowego zamku na wodzie, wzmiankowanego po raz pierwszy w 1465 roku.